# Полиид
Полиид (др.-греч. Πολύιδος) — персонаж древнегреческой мифологии. Сын Керана, правнук Мелампода. Прорицатель из Аргоса. Нашёл сравнение для чудесного телёнка из стада Миноса, менявшего свой цвет, сравнив его с шелковицей. На Крите воскресил Главка, сына Миноса, с помощью травы, которую принесла змея. По Аристофану, Минос предлагал Полииду Федру в жёны. Минос отпустил его на родину с подарками.
В Мегарах очистил Алкафоя после убийства сына, построил Дионисион. Отец Астикратеи и Манто. Чтобы вернуть его, Минос начал войну с Мегарами. Жил в Коринфе, отец Евхенора, которому предсказал гибель под Троей. Посоветовал Беллерофонту провести ночь на жертвеннике Афины.
Действующее лицо трагедий Эсхила «Критянки», Софокла «Прорицатели, или Полиид» (фрг. 390—400 Радт), Еврипида «Полиид», комедии Аристофана «Полиид», комедий Евбула и Антифана.